# Cecilia Kunz

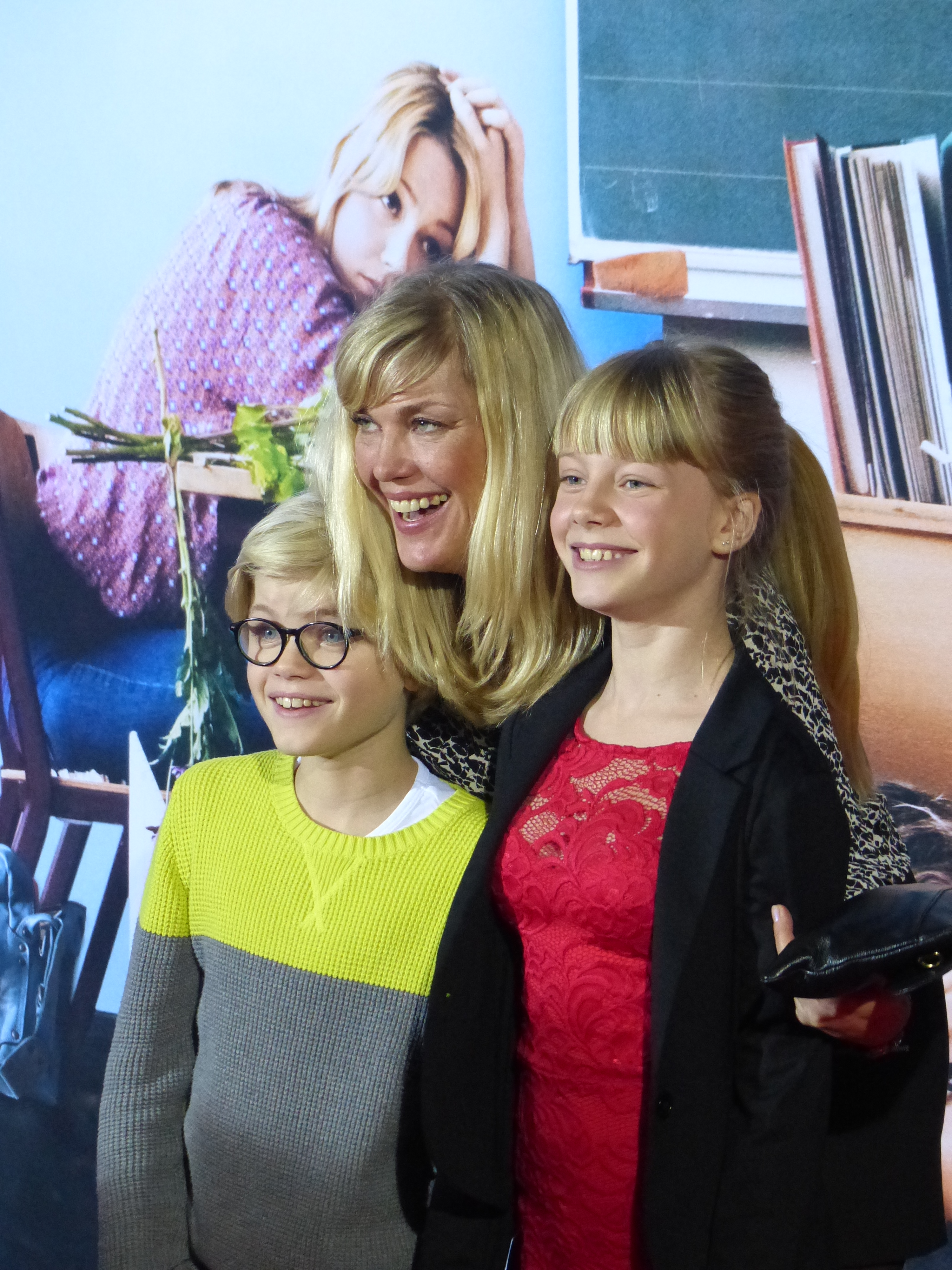
Cecilia Kunz mit ihren Kindern Gretchen Wortmann und Hugo Wortmann bei der Kinopremiere von Frau Müller muss weg!, Januar 2015, Cinedom Köln

Cecilia Kunz (* 15. Dezember 1971 in Düsseldorf-Kaiserswerth) ist eine deutsche Schauspielerin.

## Leben
Cecilia Kunz ist die Tochter des Musikers Volker Kunz. Bereits im Alter von sechs Jahren stand Cecilia Kunz das erste Mal vor der Kamera, und zwar in der Sesamstraße. Als Heranwachsende lebte sie mit ihren Eltern und ihrem älteren Bruder in der Ratinger Innenstadt. Während ihrer Schulzeit arbeitete sie in der zweiten Hälfte der achtziger Jahre gelegentlich als Model im In- und Ausland. Nach Abschluss der Realschule mit der Mittleren Reife legte sie an einem Essener Gymnasium ihr Abitur ab und begann im Anschluss daran ein Musikstudium an der Universität Essen, das sie jedoch nach einiger Zeit zugunsten ihrer Schauspielkarriere aufgab. Sie nahm Schauspielunterricht und stieg etwas später bei der RTL-Seifenoper Unter uns ein. Nach drei Jahren wechselte sie von dort hinüber zur bei demselben Sender ausgestrahlten Serie Dr. Stefan Frank – Der Arzt, dem die Frauen vertrauen, in der sie ebenfalls eine Hauptrolle spielte.
Seit Mai 2002 ist Kunz mit dem Regisseur Sönke Wortmann verheiratet. Die beiden sind Eltern von Zwillingen und eines dritten Kindes.

## Filmografie (Auswahl)
- 1994: Und tschüss! (Folge 13)
- 1994–1997: Unter uns
- 1996: T.V. Kaiser
- 1997: First Love – Die große Liebe
- 1998: Helden und andere Feiglinge
- 1998: Adelheid und ihre Mörder (Staffel 2, Folge 22: Wunder der Technik)
- 1999–2001: Dr. Stefan Frank – Der Arzt, dem die Frauen vertrauen
- 1999: Late Show
- 1999: Verliebt in eine Unbekannte
- 1999: Liebe ist das beste Elixier
- 2000: Liebe pur
- 2000: Das Traumschiff – Olympia 2000
- 2000: Geisterjäger John Sinclair – Episode → Der Hexenclub als Stella Dobru
- 2001: Rosamunde Pilcher – Die Rose von Kerrymore
- 2001: Jagd auf den Plastiktüten-Mörder
- 2001: Frauen, die Prosecco trinken
- 2001: Berlin – Abschnitt 40
- 2002: Die Westentaschenvenus
- 2000: Berlin, Berlin (Fernsehserie, zwei Folgen)
- 2002: Herz in Flammen
- 2004: Typisch Sophie
- 2007: Vollidiot
- 2009: Nichts als Ärger mit den Männern